# Котов, Александр Борисович
Александр Борисович Котов (род. 24 августа 1952 года, Ленинград, РСФСР, СССР) — советский и российский геолог и геохимик, член-корреспондент РАН (2019).

## Биография
Родился 24 августа 1952 года в Ленинграде.
В 1974 году — окончил геологический факультет Ленинградского государственного университета (кафедра геологии и поисков месторождений радиоактивных и редких элементов).
В 1974—1977 годах — работал в «Невской экспедиции» МГ СССР, где участвовал в геологической съёмке и поискам масштаба 1:50000 северо-запада Кольского полуострова.
С 1977 года по настоящее время — работает в Институте геологии и геохронологии РАН, пройдя путь от старшего лаборанта до заведующего лабораторией изотопной геологии (с 2008 года).
В 1980—1982 годах — проходил военную службу в армии.
В 1986 году — защитил кандидатскую диссертацию, тема: «Эволюция мигматитообразования в тектоно-метаморфических циклах раннего докембрия (на примере некоторых районов Алданского и Балтийского щитов)».
В 2003 году — защитил докторскую диссертацию, тема: «Граничные условия геодинамических моделей формирования континентальной коры Алданского щита».
В 2010 году — присвоено учёное звание профессора.
В 2019 году — избран членом-корреспондентом РАН.

## Научная деятельность
Специалист в областях региональной и структурной геологии, геологии докембрийских комплексов, геохронологии, изотопной геологии и геодинамики, петрологии магматических и метаморфических процессов.
Провёл большое количество полевых геологических исследований в различных районах Кольского полуострова, Карелии, Восточной Сибири, Монголии, США, Канады, Австралии, Словакии, Болгарии, Шотландии и Китая.
Впервые выделил главные изотопные провинции и основные этапы формирования континентальной коры южной части Сибирского кратона и его складчатого обрамления, показал, что её рост имел дискретный, эпизодический характер, что выражается в проявлении корообразующих процессов в относительно узких временных интервалах и в обособленных структурах.
Разработал принципиально новые интегрированные геодинамические модели формирования континентальной коры Алданского щита и восточного сегмента Центрально-Азиатского складчатого пояса, которые имеют ключевое значение для геодинамической интерпретации данных о геологическом строении фундамента Сибирской платформы, корреляции докембрийских комплексов Центральной и Восточной Азии, а также региональных и глобальных палеогеодинамических реконструкций.
Автор более 700 научных публикаций, в том числе более 300 статей, индексируемых WoS.
Член Российского минералогического общества, Петрографического комитета России, Научного совета РАН по проблемам геохимии, председатель комиссии по нижнему докембрию МСК России, член редколлегий журналов «Петрология», «Стратиграфия. Геологическая корреляция», «Региональная геология и металлогения» и «Геодинамика и тектонофизика», член экспертных советов РНФ, РФФИ и по грантам Президента Российской Федерации, эксперт РАН.

## Награды
- Премия имени В. А. Обручева (совместно с В. В. Ярмолюком, И. К. Козаковым, за 2005 год) — за цикл работ «Этапы и механизмы формирования континентальной коры Центральной Азии»